# Aidan White
Aidan White (Otley, 10 ottobre 1991) è un ex calciatore irlandese, di ruolo difensore.

## Carriera

### Club
Ha giocato nella seconda divisione inglese e nella prima divisione scozzese.

### Nazionale
Con l'Under-21 irlandese ha giocato 6 partite di qualificazione agli Europei di categoria.

## Palmarès

### Club

#### Competizioni nazionali
- Scottish Championship: 1

Hearts: 2020-2021